# 89956 Leibacher
89956 Leibacher este un asteroid din centura principală de asteroizi.

## Descriere
89956 Leibacher este un asteroid din centura principală de asteroizi. A fost descoperit pe 6 iunie 2002 la Fountain Hills (Arizona) de Charles W. Juels și Paulo R. Holvorcem. Asteroidul prezintă o orbită caracterizată de o semiaxă mare de 3,17 ua, o excentricitate de 0,19 și o înclinație de 19,3° în raport cu ecliptica.